# Macroprotodon cucullatus
Couleuvre à capuchon orientale
Espèce
Synonymes
- Coluber cucullatus Geoffroy De St-Hilaire, 1827
- Lycognathus textilis Duméril & Bibron, 1854

Statut de conservation UICN

 LC  : Préoccupation mineure
Macroprotodon cucullatus, appelée aussi couleuvre à capuchon orientale,, est une espèce de serpent de la famille des Colubridae.

## Répartition
Cette espèce se rencontre :
- en Israël et en Palestine ;
- en Jordanie ;
- en Égypte ;
- en Libye.

Vers l'Ouest elle est peut-être présente jusqu'au sud de la Tunisie.

## Description
Macroprotodon cucullatus mesure en moyenne 40 à 55 cm. Son dos est gris clair, gris, brun ou brun rougeâtre avec de petits taches ou des stries sombres ou claires. Sa nuque est ornée d'un collier qui se prolonge parfois vers le sommet de la tête formant alors comme un T. Sa face ventrale est blanc jaunâtre ou rose et tacheté ou non de noir.
Ce serpent est crépusculaire et nocturne. Il se nourrit de petits lézards et geckos.
Les femelles pondent de 5 à 7 œufs qui éclosent en fin d'été.

## Taxinomie
L'ancienne espèce péri-méditerranéenne Macroprotodon cucullatus, connue sous le nom de « couleuvre à capuchon » est désormais subdivisée en plusieurs espèces distinctes au sein du genre Macroprotodon. En Europe, l'espèce présente dans la péninsule Ibérique est désormais Macroprotodon brevis, et celle anciennement introduite dans les îles Baléares et sur Lampedusa est Macroprotodon mauritanicus.

## Étymologie
Le nom de cette espèce, cucullatus, vient du latin cucullus, « capuchon », soit « qui porte un capuchon », en référence à son collier sombre qui se poursuit parfois sur la tête.

## Publication originale
- Geoffroy De St-hilaire, 1827 : Description des reptiles qui se trouvent en Égypte. Description de l’Égypte : Histoire Naturelle, 1809-1830, vol. 24, Paris (texte intégral).